# ترانزیت (فیلم ۲۰۱۲)
ترانزیت (به انگلیسی: Transit) نام یک فیلم سینمایی آمریکایی در ژانر ؛ هیجانی-اکشن به کارگردانی آنتونیو نگرت؛ و همراه با بازیگری؛ جیمز کاویزل، جیمز فرین، الیزابت رم، استرلینگ نایت و جیک چری می‌باشد.

## خلاصه داستان فیلم
فیلم دربارهٔ خانواده‌ای چهارنفره است که به سفری تفریحی -که در اصل برای احیای رابطهٔ زن و شوهری است- می‌روند. در بین راه چهار تبه‌کار که به تازگی دست به سرقتی خونین زده‌اند، با راه‌بند پلیس مواجه می‌شوند، پس برای عبور از ایست بازرسی کیف پول‌ها را در فرصتی در ماشین آن خانواده جاسازی می‌کنند و پس از گذشتن از بازرسی پلیس در اندیشهٔ پس گرفتن پول خود هستند.